# 小東営清真寺

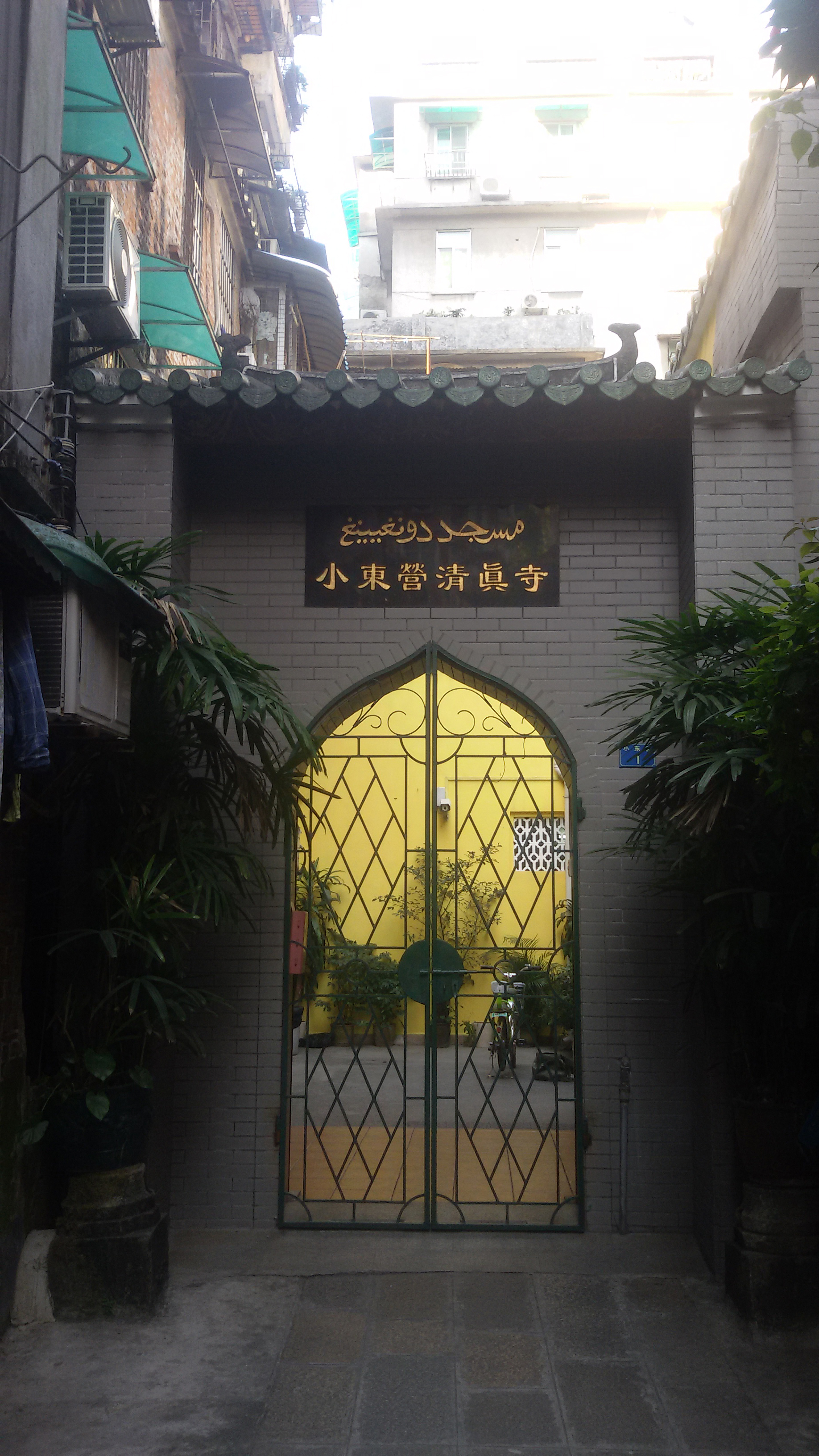
小東営清真寺の正門

小東営清真寺（しょうとうえいせいしんじ、中文表記: 小东营清真寺、アラビア語: ٯس صٜ روذضڍڍغ）は、中華人民共和国広東省広州市越秀区越華路小東営にあるモスク。広州市五大モスクの1つである。

## 概要
成化4年（1468年）に建立。当時、ムスリムの役人や兵士は広州で屯田を行っており、宗教活動の利便を計るために設置した。その後、嘉慶20年（1817年）および同治5年（1866年）に大規模な修繕が行われた。2018年に3回目の大規模修繕が実施される予定。
中華民国の時代、当地で広州回教青年会、回教同益会などの民間組織が設立されている。